# Ardisia magnifica
Ardisia magnifica är en viveväxtart som beskrevs av Carl Christian Mez. Ardisia magnifica ingår i släktet Ardisia och familjen viveväxter. Inga underarter finns listade i Catalogue of Life.